# Сама жизнь (фильм, 2018)
«Сама́ жизнь» (англ. Life Itself) — американский драматический фильм 2018 года режиссёра и сценариста Дэна Фогельмана. В фильме рассказывается о нескольких парах и их связях с одним событием.
Мировая премьера фильма состоялась на Международном кинофестивале в Торонто 8 сентября 2018 года, а 21 сентября 2018 года фильм был выпущен в прокат в США компанией Amazon Studios. Картина получила в основном негативные отзывы критиков, назвавших её «одновременно раздражающей и невпечатляющей».

## Сюжет
Фильм рассказывает о молодой паре и о любви, которая охватывает десятилетия и континенты — от нью-йоркских улиц до испанской деревушки — и всё это оказывается связанным единым событием.

## В ролях
| Актёр                | Роль                                       |
| -------------------- | ------------------------------------------ |
| Оскар Айзек          | Уилл Дэмпси                                |
| Оливия Уайлд         | Эбби Лешер жена Уилла                      |
| Аннетт Бенинг        | доктор Кейтлин Моррис                      |
| Мэнди Патинкин       | Ирвин Дэмпси отец Уилла                    |
| Джин Смарт           | Линда Дэмпси мать Уилла                    |
| Оливия Кук           | Дилан Дэмпси дочь Уилла и Эбби             |
| Серхио Перис-Менчета | Хавьер Гонсалес отец Родриго               |
| Антонио Бандерас     | Винсент Саччоне                            |
| Лаия Коста           | Изабель Диас мать Родриго                  |
| Алекс Моннер         | Родриго Гонсалес                           |
| Изабель Дюрант       | Шари Дикштейн девушка Родриго              |
| Лоренца Иззо         | Елена Дэмпси-Гонсалес дочь Дилан и Родриго |
| Сэмюэл Л. Джексон    | в роли самого себя                         |
| Джейк Робинсон       | Генри                                      |

## Отзывы и оценки
Согласно порталу рецензий Rotten Tomatoes фильм имеет рейтинг одобрения 13 %, основанный на 153 рецензиях, со средней оценкой 3,58 / 10. По мнению критиков сайт утверждает: «Слабая мелодрама, которая означает меньше, чем она пытается сказать. Фильм предполагает, что таланты сценариста и режиссёра Дэна Фогельмана лучше всего подходят для телевидения». На Metacritic фильм имеет средневзвешенную оценку 21 из 100, основанную на отзывах 39 критиков, что указывает на «в целом неблагоприятные отзывы». Зрители, опрошенные CinemaScore, дали фильму среднюю оценку «B+» по шкале от A+ до F, в то время как на PostTrak оценка кинозрителей 2,5 из 5 звезд и 47 % «определенно рекомендуют». На Amazon Prime фильм получил 4,5 из 5 звезд в почти 4000 рецензиях, что свидетельствует о том, что фильм был гораздо лучше принят средними зрителями, чем критиками.